# Ismailorden

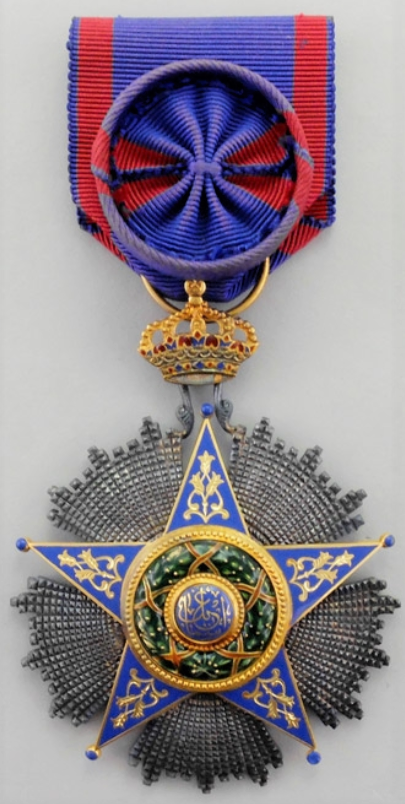
Officerarens tecken

Ismailorden (arabiska: نيشان إسماعيل) var en orden som delades i kungariket Egypten. Orden grundades av kungen Hussein Kamil den 14 april 1915. Orden utdelades för tjänster till nationen. Ordens namn syftar till khediven Ismail Pascha. Då monarkin avskaffades år 1953, avskaffades också orden och inga nya utnämningar har gjorts sedan det.
Orden bestod av fem klasser:
- storkors
- storofficerare
- kommendör
- officerare
- riddare